# SV Ellerbek
Der SV Ellerbek war ein Sportverein aus dem Kieler Stadtteil Ellerbek. Die erste Fußballmannschaft spielte drei Jahre in der Gauliga Schleswig-Holstein.

## Geschichte
Der Verein entstand am 22. Februar 1922 als Abspaltung vom Ellerbeker TV 1886. Zunächst wurde der Verein durch seine Schlagballabteilung bekannt, deren Männermannschaft dreimal und die Frauenmannschaft einmal Landesmeister wurde. Die Fußballer des SVE wurden 1942 in die neu geschaffene Gauliga Schleswig-Holstein aufgenommen. Dort erreichten sie in der Saison 1943/44 den vierten Platz. Nach dem Zweiten Weltkrieg spielte der SVE zwischen 1949 und 1968 in der zweithöchsten Spielklasse Schleswig-Holsteins. Nach vielen Jahren auf Kreisebene konnten erst in den frühen 1980er Jahren neue Erfolge erreicht werden. 1985 gelang die Rückkehr in die Bezirksliga, dem ein Jahr später der Durchmarsch in die Landesliga folgte. Im Jahre 1988 stieg der SVE in die Verbandsliga Schleswig-Holstein auf. 
Dort wurde der Ellerbeker Höhenflug gestoppt. Wegen der um ein Tor schlechteren Tordifferenz gegenüber dem NTSV Strand 08 stiegen die Kieler prompt wieder ab. Im Jahre 1992 folgte der Abstieg in die Bezirksliga. Zwei Aufstiege in Folge brachen die Ellerbeker zurück in die Verbandsliga. 1999 erreichte der Verein mit Platz sechs den sportlichen Zenit, ehe finanzielle Probleme für den Absturz sorgten. Bereits ein Jahr später zog der Verein die Mannschaft aus dem laufenden Spielbetrieb zurück und startete einen Neuanfang in der Bezirksoberliga. Nachdem die Mannschaft bis in die Kreisklasse abstürzte spielte der SVE seit 2010 in der Kreisliga Kiel. 
In der Saison 2012/13 trat der SVE in einer Spielgemeinschaft mit dem SC Comet Kiel in der Verbandsliga Nord-Ost an. Im Mai 2013 fusionierten beide Vereine zum SVE Comet Kiel. 